# GPD Win
GPD Win es un ordenador de mano basado en Windows equipado con un teclado y controles de juego. Es un dispositivo basado en x86 que ejecuta una versión completa de Windows 10 Home. El dispositivo se concibió principalmente pensando en la emulación de videoconsolas y en los juegos de PC, pero es capaz de ejecutar cualquier aplicación basada en Windows x86 que pueda funcionar dentro de los límites de las especificaciones técnicas del equipo. Anunciada por primera vez en octubre de 2015, fue financiada a través de Indiegogo y otros dos sitios de crowdfunding en Japón y China, y fue lanzada en octubre de 2016.

## Historia
GamePad Digital (GPD) es una empresa tecnológica con sede en Shenzhen, China. Entre otros productos, han creado varias consolas de videojuegos portátiles que ejecutan Android sobre arquitectura ARM. Por ejemplo, GPD XD. GPD Win pretendía ser una forma de jugar a juegos de PC, emuladores de videoconsolas basados en PC e hipervisores (como los clientes VMware y VirtualBox) en un dispositivo portátil. El atractivo de la Win pretendía ser, que una x86 Windows ofrece mucho más soporte para juegos de PC y emuladores que otras arquitecturas y sistemas operativos ampliamente utilizados en dispositivos móviles (como Linux o Android en hardware ARM, o sistemas propietarios). GPD promociona ampliamente esta capacidad en la página de Indiegogo del dispositivo, con demostraciones en vídeo.
GamePad Digital lanzó por primera vez la idea de GPD Win a la comunidad en octubre de 2015 como concepto para la investigación de mercado, con la planificación adicional en noviembre. En diciembre, se determinó el diseño físico y las especificaciones de hardware. En marzo de 2016, los prototipos iniciales estaban terminados, depurados y enviados a fuentes seleccionadas. GPD comenzó a aceptar pedidos anticipados en junio de 2016 a través de varios minoristas en línea, incluida la página de Indiegogo. A los que reservan el dispositivo se les ofrece un precio con descuento de 330 dólares, con un precio final estimado de 499 dólares, pero estableciendo un precio de 330 dólares después del lanzamiento. El objetivo inicial declarado era de 100 000 dólares. En agosto de 2016, se envió un pequeño lote al personal de la industria y, en septiembre, cesó el precio promocional de los pedidos anticipados. GPD comenzó a enviar el producto final en octubre de 2016, y los patrocinador es de la pre-orden recibieron sus dispositivos primero.

## Software
GPD Win ejecuta Windows 10 Home. GPD declaró que por una decisión de Microsoft de abril de 2014, Windows es gratuito en todos los dispositivos con pantallas de menos de 9 pulgadas. Sin embargo, los dispositivos enviados a los patrocinadores tienen una clave de producto de Windows 10 para introducir en el arranque inicial y la configuración del dispositivo. A diferencia de la mayoría de los teléfonos inteligentes de Windows, GPD Win es capaz de ejecutar cualquier aplicación x86 de Windows que también se puede ejecutar en los ordenadores portátiles y de escritorio.
A partir de abril de 2017, hay varios parches disponibles para el kernel de Linux que permiten una funcionalidad mayormente completa del Win con un GNU/Linux de escritorio completo como Ubuntu. También hay formas de conseguir que Android funcione en el GPD Win. Hay una guía de cómo instalarlo y hacer el arranque dual.

## Especificaciones técnicas y físicas
El GPD Win tiene un teclado QWERTY completo, que incluye 67 teclas estándar y 10 teclas de función ampliadas. Para los juegos, el mando tiene un estilo similar al de los teclados y mandos de OpenPandora y DragonBox Pyra: un D-pad, dos sticks analógicos, cuatro botones faciales y cuatro botones de hombro (dos en cada hombro).
En un principio, GPD Win iba a utilizar la CPU Intel Atom x5-Z8500 Cherry Trail.
El procesador gráfico es una GPU integrada Intel HD Graphics con una velocidad de reloj base de 200 MHz y un turbo boost de hasta 600 MHz.
El GPD Win utiliza una memoria RAM de 4GB LPDDR3-1600, con una ROM de 64GB eMMC 4.51. Tiene una única ranura microSD que puede soportar oficialmente un máximo de 128GB de almacenamiento. Sin embargo, puede soportar extraoficialmente una tarjeta microSD de 256GB.
El GPD Win tiene un tamaño de 15,5×9,7 cm. Tiene una pantalla táctil multidireccional de 5,5 pulgadas y 1280×720 (720p) H-IPS en proporción 16:9. Está reforzada por Gorilla Glass 3.
El sistema de audio consta de un altavoz integrado que utiliza el controlador Realtek ALC5645 y una toma de micrófono. Es compatible con los formatos de audio, vídeo e imagen más populares, como MP3, MP4, 3GP, WMV/WMA FLAC, AVI, MOV, JPG, PNG y BMP.
GPD Win tiene una batería de polímero de iones de litio de 6700mAh con interfaz de carga USB C (5 V/2,5 A). Tiene una capacidad declarada para reproducir 80 horas continuas de música o 6-8 horas de vídeo o juegos en línea. Cuenta con Bluetooth 4.0 y Wifi 802.11 b/g/n/ac (5 GHz y 2.4 GHz).
GamePad Digital ha seguido dando soporte a GPD Win más allá de su lanzamiento, teniendo en cuenta los comentarios de los usuarios, con actualizaciones de drivers y hardware. A partir del 10 de enero de 2017, GPD revisó el hardware del Win, proporcionando una solución a los problemas de estabilidad del controlador de gráficos de Intel, corrigiendo el error de carga/arranque de CA (descrito en la sección de reseñas), mejorando la refrigeración, así como la respuesta táctil del D-Pad, los botones y el teclado. Esto incluye una actualización de software que mejora la capacidad de respuesta de los botones y realiza cambios en la funcionalidad del puntero incorporado.
| Categoría Especificaciones |                                                                                                 |
| -------------------------- | ----------------------------------------------------------------------------------------------- |
| Dimensiones                | 15.5 cm x 9.7 cm x 2.2 cm 368g (0.81lb)                                                         |
| CPU                        | 64-bit x86 Intel Atom x7 Z8750 (1.60 GHz/2.56 GHz max)                                          |
| Gráficos                   | Gráficos Intel HD 405 (200 MHz/600 MHz máx.)                                                    |
| Memoria                    | 4GB LPDDR3 RAM                                                                                  |
| Almacenamiento             | 64GB eMMC de almacenamiento MicroSD extraíble (128GB máx., hasta 400GB máx. soporte no oficial) |
| Pantalla                   | 5,5 pulgadas, 720p, pantalla táctil multidireccional H-IPS, ratio 16:9                          |
| Audio                      | Altavoz, conector para auriculares, controlador de audio Realtek ALC5645                        |
| Teclado                    | 67 botones, teclado QWERTY de cuatro filas                                                      |
| Controles del juego        | D-pad, 4 botones frontales, 4 botones de hombro, 2 sticks analógicos                            |
| Ranuras                    | Ranura única para microSD                                                                       |
| Puertos                    | Micro-USB 3.0 Tipo C USB 3.0 Tipo A Mini HDMI tipo C                                            |
| Batería                    | Batería no reemplazable por el usuario con una capacidad de 6700 mAh                            |
| Conectividad               | Wi-Fi 802.11a/b/g/n/ac (2.4 y 5 GHz), Bluetooth 4.0                                             |
| Software                   | Windows 10 Home GNU/Linux (Soporte no oficial)                                                  |

## Lanzamiento y recepción
GamePad Digital comenzó a enviar el GPD Win a los backers en octubre de 2016. JC Torres de Slashgear dio al Win un 7/10. Afirmando que tiene unas especificaciones técnicas sólidas según las necesidades esperadas, es ambiciosa para ser una consola portátil basada en Windows 10 en una industria dominada por las portátiles basadas en Linux, y está bien redondeada con características. Sin embargo, también señaló una calidad de construcción inconsistente entre los modelos, y una calidad de sonido mediocre ("alto, pero bajo"). En definitiva, lo calificó de "dispositivo excepcional".
Linus Sebastian hizo un video review del GPD Win en su canal de YouTube LinusTechTips. Elogió sus capacidades de juego y multitarea, y quedó impresionado con las especificaciones y el diseño del hardware y las características en general (para incluir más puertos de E/S y características que, por ejemplo, un MacBook común). Sin embargo, lamentó que el sistema tuviera algunos defectos. Entre ellos: Los botones de los hombros parecían de montaje barato; la pantalla de 5,5" 720P no era amigable para el escalado, y que el dispositivo tiene un fallo por el que no debe estar enchufado al adaptador de CA al pulsar el botón de encendido para arrancar (de lo contrario, simplemente se carga en la pantalla de carga. Hay que volver a enchufarlo sólo después de que se inicie el arranque del sistema. Este problema se ha solucionado en versiones posteriores). Su veredicto oficial fue que la decisión de si valía la pena el precio dependía del usuario, y que el Win le entusiasmaba por la perspectiva de lo que los ultraportátiles serán capaces en un futuro próximo a medida que el hardware progrese. Lo comparó con el primer iPhone de Apple Inc. (si bien afirma que no fue tan revolucionario), en el sentido de que es un gran concepto que tiene algunos fallos con su ejecución, pero es ambicioso, práctico y está llamado a ser mucho mejor en el futuro.

## GPD Win 2
GamePad Digital anunció el GPD Win 2 A principios de 2017. El Win 2 es una actualización significativa que es capaz de ejecutar AAA spec, así como una mejor emulación de consolas de videojuegos. Tiene una CPU Intel Core m3, gráficos Intel HD 615, 8 GB de RAM LPDDR3, una unidad de estado sólido M.2 de 128 GB, así como los mismos puertos de E/S que el GPD Win. Hay algunos cambios en el hardware externo, como el desplazamiento de los mandos analógicos hacia fuera, la supresión de la entrada D y un botón adicional en cada hombro, para un total de seis. El precio para los patrocinadores del micromecenazgo es de 649 dólares, con un precio de venta al público provisional de 899 dólares. La campaña de Indiegogo se lanzó el 15 de enero de 2018, con una fecha de lanzamiento final de mayo de 2018. La campaña de Indiegogo tuvo un rápido éxito, superando con creces su objetivo declarado en cuestión de días.